# أوخستخيست
أوخستخيست Oegstgeest  هي مدينة وبلدية غرب هولندا، في مقاطعة جنوب هولندا.

## أعلام
- دان أوليفييه
- روبرت بيكس
- جوان فيرييه
- يان فولكرز
- لوك ساندرز